# 살시

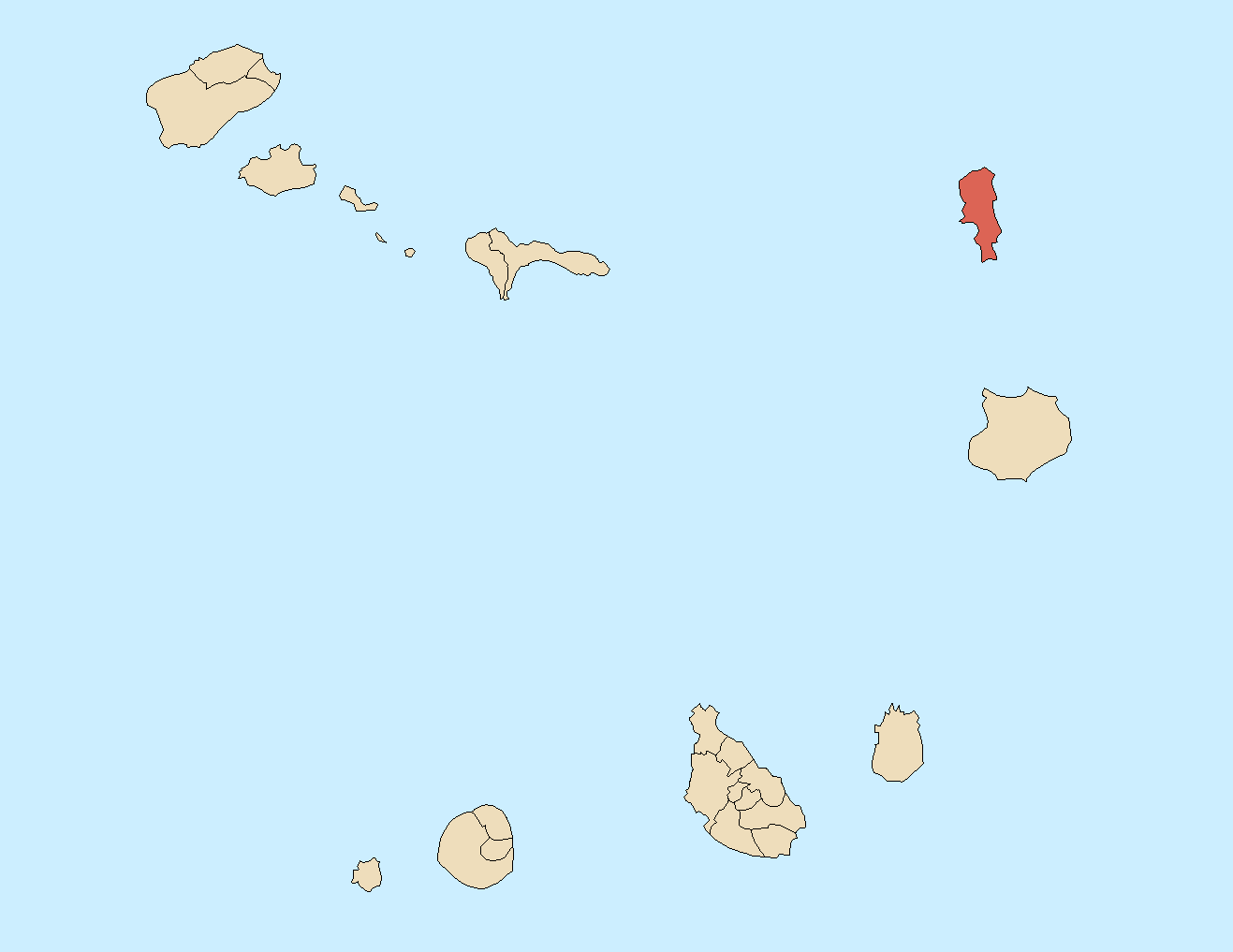
살시의 위치

살시(포르투갈어: Sal)는 카보베르데를 구성하는 22개 지방 자치체 가운데 하나로 살섬에 위치한다. 행정 중심지는 이스파르구스이며 면적은 219.8km2, 인구는 25,481명(2010년 기준)이다. 1개 교구(노사세뇨라다스도르스(Nossa Senhora das Dores) 교구)를 관할한다.